# Дандо, Кэролин
Кэролин Дандо (англ. Carolyn Dando; род. 28 апреля 1989, Окленд, Новая Зеландия) — новозеландская певица, модель и актриса кино, телевидения и театра.

## Биография
Кэролин Дандо родилась в 1989 году в Окленде, с детства занималась пением. В десятилетнем возрасте она выступила на концерте от организации World Vision International. Через год у неё было сольное выступление на региональном школьном хоровом фестивале. С 14 лет Кэролин изучала классическое пение и игру на фортепиано, принимала участие в конкурсах пения.
Дандо начала актёрскую карьеру со школьных постановок, позже присоединилась к местному театральному клубу. В 2006 году она впервые появилась на экране, снявшись в телефильме «Смертельный контакт: Птичий грипп в Америке». Также играла в театре Окленда. Однако известность к ней пришла после игры в фильме 2009 года «Милые кости». По словам режиссёра Питера Джексона, он искал исполнительницу на роль Рут по всему миру, однако в итоге выбрал малоизвестную актрису Дандо, которая на тот момент работала официанткой.
С 2009 по 2012 год Дандо изучала драму и танец в своём родном городе Окленде. В 2010 году она исполнила роль Пенни в телесериале «Шортланд-стрит». В дальнейшем она ещё несколько раз появилась на телевидении, в основном в небольших или эпизодических ролях. Также работает моделью. Живёт в Окленде.